# Odelberg & Olson

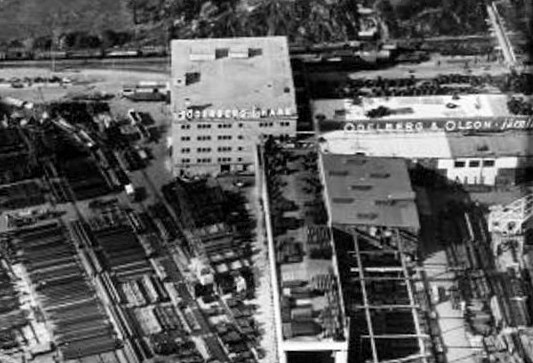
Odelberg & Olson och konkurrenten Söderberg & Haak (t.v.) vid Marievik i Liljeholmen.

AB Odelberg & Olson (O&O), var ett grossistföretag i stålbranschen hemmahörande i Stockholm. 

## Historia
| John Odelberg och Anders Olson |  | John Odelberg och Anders Olson |
| John Odelberg och Anders Olson |  |                                |

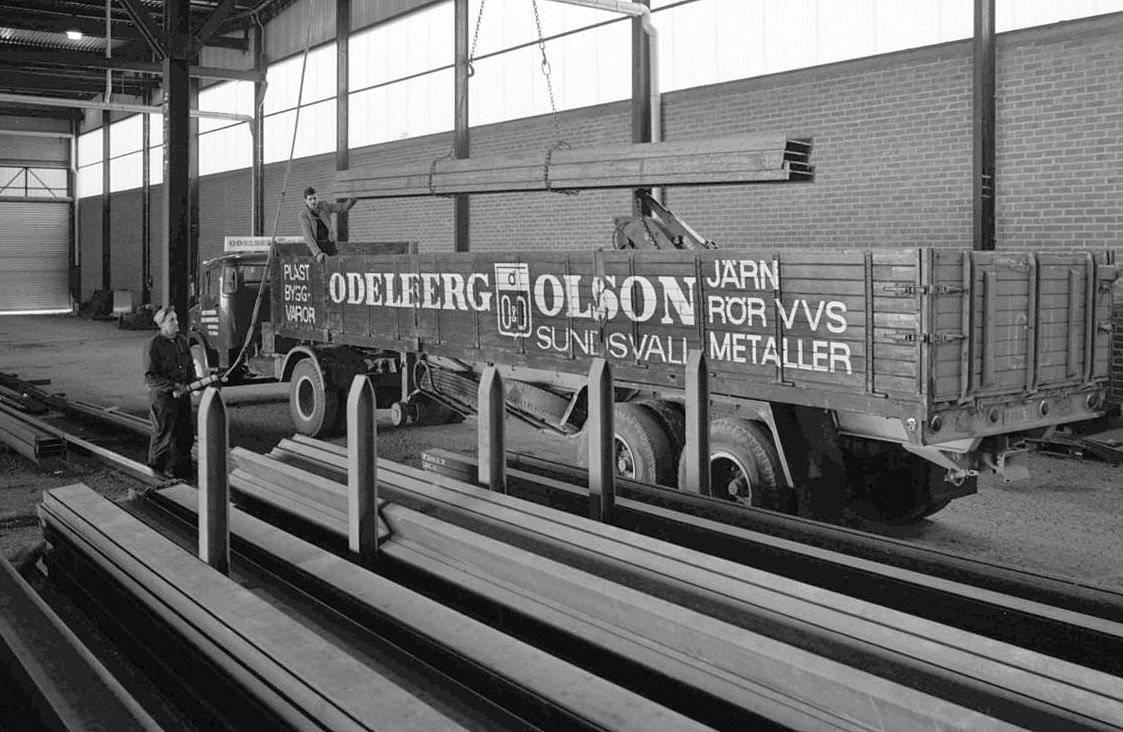
Odelberg & Olsons lager vid Norra kajen i Sundsvall, 1965.

Företaget bildades 1884 av Johan (John) Odelberg (född 1852) och Anders Olson (född 1862) som firman Odelberg och Olson. År 1924 ombildades rörelsen till aktiebolag under namnet AB Odelberg & Olson. 
Verksamheten utgjordes den första tiden huvudsakligen av agentur- och grossistverksamhet utan något egentligt lager. De lagerlokaler man sedan fick kom under lång tid att vara inrymd i källarvåningen till kontorshuset vid Apelbergsgatan 58. Dessa lokaler visade sig snart vara för små, och 1935 förvärvades en tomt vid Liljeholmen från Statens Järnvägar. Även kontorslokalerna var otillräckliga, och 1938 flyttades dessa till Kungsgatan 4A.
Lagerlokalerna som byggdes vid Liljeholmen kom snart tillsammans med den intilliggande grannen och konkurrenten Söderberg & Haak AB att bilda ett svåröverskådligt industriområde med egen hamn och godsstation som kom att kallas Marievik. 1965 byggde Odelberg & Olson även ett lager i industriområdet Norra kajen i Sundsvall. År 1972 blev Odelberg & Olson dotterbolag till AB Tibnorinvest vilket 1976 förvärvades av Söderberg & Haak för att bilda Tibnor AB. Tibnor är sedan 1979 ett dotterbolag till SSAB. Grossistverksamheten vid Liljeholmen avvecklades under 1980-talet.